# Движение Сопротивления (Франция)
Движение Сопротивления, или Сопротивление (фр. Résistance), — организованное национально-освободительное, антифашистское движение народного противодействия (имело несколько организационных центров) оккупации территории Франции войсками нацистской Германии в 1940—1944 годы, во время Второй мировой войны (1939—1945).
Сопротивление во Франции возникло сразу после немецкой оккупации и перемирия, подписанного маршалом Петеном с Германией 22 июня 1940 года. Сначала было всего несколько тысяч человек, которые просто не хотели терпеть немецкую оккупацию и последовали призыву из Лондона генерала де Голля продолжить борьбу за честь Франции. Постепенно в сопротивление оккупантам вовлекалось всё больше людей, и со временем организованное движение Сопротивления объединило от 2 до 3 % французов, которые действовали при поддержке бо́льшей части народа, используя разные формы борьбы.

## Формы сопротивления

### Ненасильственное сопротивление
Наиболее распространённой формой было ненасильственное сопротивление, заключавшееся в распространении антинацистской прессы, изготовлении фальшивых документов, помощи преследуемым евреям и другим лицам, которым угрожали арестом или смертью, организации передачи людей по цепочке (в том числе сбитых пилотов Королевских ВВС), незаконном обучении. Наиболее известными формами пассивного сопротивления были забастовки, организованные на заводах, на железной дороге и даже в полиции и национальной жандармерии, а также патриотические демонстрации, особенно в Национальный день Франции (14 июля) и День памяти (11 ноября).

### Разведка
С точки зрения союзников важнейшей задачей Движения Сопротивления во Франции была разведывательная деятельность против немецких вооружённых сил. Основное бремя этой деятельности легло на сети, связанные с британской и американской разведкой, разведкой «Свободной Франции», а также с «Красным оркестром». Величайшим событием в истории была разведывательная деятельность Французских внутренних сил (FFI) и более ранних подпольных организаций по разведке строительства Атлантического вала, что позволило осуществить Нормандскую десантную операцию и открыть Второй фронт. 80% информации, благодаря которой высадка в Нормандии стала успешной, поступила от французского Сопротивления.

### Саботаж
Саботаж был наиболее распространенной формой боевых действий среди организаций Сопротивления, как городских, так и маки́. С начала оккупации боевики уничтожали железнодорожные пути, мосты, телефонные кабели, оборудование, выходящее с заводов и т. д. Также проводилась кампания, направленная на уничтожение или задержку продовольствия для вермахта и итальянской армии. Взрывчатые вещества получались самолетами от союзников, с немецких складов и из подпольных лабораторий. Менее известной формой саботажа было уничтожение и фальсификация официальных и заводских документов, а также задержка транспорта французскими железнодорожниками. Наибольшая активизация диверсионной деятельности имела место после высадки союзников летом 1944 года и начала национального восстания.

### Убийства
Эта форма использовалась в основном коммунистическим подпольем. Первое успешное покушение было совершено 21 августа 1941 года в Париже Пьером Жоржем, убившем курсанта кригсмарине. Нападения на гитлеровских солдат, функционеров и чиновников повлекли за собой репрессии против мирного населения; например, в отместку за гибель в Нанте подполковника доктора Карла Хотца было убито 98 человек.
Самая известная группа боевиков, подчиненная коммунистическому подполью, действовала в оккупированной столице страны и возглавлялась армянином Мишелем Манушяном, и состояла в основном из его соотечественников и евреев. В 1943 году в Париже эта группа провела большинство террористических акций. В ноябре она была разгромлена французской полицией и гестапо.
Кроме нападений на оккупантов организовывались нападения и на коллаборационистов. Самой важной из жертв стал Филипп Энрио, государственный секретарь по информации и пропаганде, убитый утром 28 июня 1944 года в своем кабинете в Париже подполковником Шарлем Гонаром (псевдоним "Морло"). 22 июля 1944 года партизаны из 6-го батальона Дордонь захватили адмирала Шарля Платона, бывшего министра по делам колоний и активного коллаборациониста. Он предстал перед военным трибуналом и был расстрелян вечером 28 августа.

### Партизанское движение (маки́)
Первым французским партизаном считается Жорж Генгуэн, который в феврале 1941 года скрывался в лесу в Суден-Лавинадьер от службы безопасности режима Виши, вскоре организовав вооруженную группу. В августе разыскиваемый нацистами Жан Лонги укрылся в Морване и сформировал партизанский отряд, а в марте 1942 года свой отряд создал Пьер Жорж. В декабре 1942 года на плато Веркор было создано одно из самых крупных и известных подразделений деголевской Секретной армии.
Рост партизанских отрядов, называемых маки́, пришелся на 1943 год, когда вишистами была создана Служба принудительного труда (Service du travail obligatoire). Люди, которым грозила депортация на принудительные работы в Рейх, бежали в леса и горы, формируя партизанские отряды или присоединяясь к уже существующим группам. Главный упор на партизанскую деятельность делался в южной Франции, где было меньше немецких оккупационных войск. Наиболее активно макизары действовали в Центральном массиве, Альпах, Пиренееях, Юре, Вогезах, Морване, Бретани, Вандее, Шаранте, Нормандии и Арденнах.
Самый тяжелый период партизанской войны пришелся на 1944 год (особенно после начала национального восстания). Наиболее известны сражения на плато Глиер (13 февраля — 26 марта 1944 г.), Мон-Муше (20 мая — 22 июня 1944 г.), Веркоре (21 июня — 23 июля 1944 г.; крупнейшее партизанское сражение во Франции) и Мон-Гаргане (18-24 июля 1944 г.).

## Политические и военные организации Сопротивления
Политически движение Сопротивления было неоднородным и включало в себя людей самых разных взглядов, кому была дорога независимая Франция — от правых католиков до коммунистов и анархистов. Французские исследователи истории движения Сопротивления различают два основных типа — «движения» (более массовые, с экстенсивной деятельностью; крупных было девять, а всего с более мелкими — 21) и «сети» (мелкие, ориентированные на выбранную сферу деятельности, которых насчитывалось более 200). 
Наиболее массовой и активной организацией сопротивления были коммунистические Фран-тирёры и партизаны, действовавшие по всей стране. В южной зоне, первоначально неокупированный, действовали Комба, Либерасьон-Сюд, Фран-тирёр. В начале 1943 года три последние объединилась с деголевской Свободной Францией, действовавшей преимущественно в колониях, в Объединённое движение Сопротивления (фр. Mouvements unis de la Résistance), создав так называемую Секретную армию, военное крыло объединённой организации. Фран-тирёры и партизаны и Организация армейского сопротивления (ОРА) присоединились к Объединённому движению Сопротивления в феврале-марте 1944 года, и была создана общенациональная организация сопротивления Французские внутренние силы (фр. Les Forces françaises de l’intérieur, FFI), действовавшая до освобождения страны.

## Поддержка спецслужб союзников
Деятельность Сопротивления поддерживали спецслужбы США и Великобритании: первый агент был подготовлен де Голлем и доставлен во Францию 1 января 1941 года, всего на территорию Франции были доставлены 375 агентов спецслужб США, 393 агента спецслужб Великобритании и 868 агентов де Голля. Когда к концу 1943 года резервы говоривших по-французски агентов оказались исчерпаны, союзники начали формировать группы из трёх человек (состоявшие из одного англичанина, одного американца и одного француза), которые были одеты в военную форму и (в отличие от агентов) открыто действовали совместно с партизанами.
В качестве примера можно привести Жаклин Неарн, которая после оккупации северной Франции выехала в Англию, в конце 1941 года стала агентом английских спецслужб и после спецподготовки в январе 1943 года была заброшена во Францию. По результатам деятельности она была награждена орденом Британской империи.
Британское Управление специальных операций (SOE) поставляло сопротивлению оружие, взрывчатку, фальшивые документы, деньги и радиопередатчики. В Англии проходили подготовку агенты для последующей работы во Франции. Одна из таких агентов, Вирджиния Холл, заброшенная во Францию в августе 1941 года, создала в Лионе агентурную сеть Heckler.

## Роль женщин
Женщины во французском движении Сопротивления составляли от 15 до 20 % бойцов. Женщины в основном использовались в качестве машинисток и связных. Француженки, сражавшиеся в маки, были редкостью.
Деятельность женщин в Движении Сопротивления высоко оценил Шарль де Голль: хотя в марте 1944 года Национальный совет сопротивления заявил, что после войны в выборах не будут участвовать женщины, 2 апреля 1944 в Алжире де Голль подписал указ о предоставлении избирательных прав женщинам, тем самым по достоинству оценив их помощь в войне и уравняв их в правах с мужчинами.

## «Вишисто-Сопротивление»
Создание авторитарного, антисемитского и клерикально-националистического французского государства, порывающего с традициями республики, было благосклонно воспринято подавляющим большинством французских националистов и монархистов. Со временем часть крайне правых начала критиковать коллаборационизм и участвовать в сопротивлении, при этом некоторые националисты и монархисты присоединялись к сопротивлению. Появилось «вишисто-Сопротивление». К ним относились будущий президент Франции Франсуа Миттеран, теолог-протестант Марк Бенье и ряд других.

## Всеобщее восстание и освобождение страны
Первым освобожденным от оккупации районом материковой Франции стала Корсика — важный пункт немецкого сопротивления после ухода с Сардинии. Местные партизаны захватили его с помощью Французской освободительной армии и сил антифашистской Италии.
Крупнейшей акцией, проведенной французским сопротивлением, стало национально-освободительное восстание, начавшееся в ночь с 5 на 6 июня 1944 года, когда радио Би-би-си передало сообщение «Альпийские серны прыгают» — сигнал к началу восстания. Согласно договоренности, авиация союзников должна была нанести ущерб железнодорожным путям в северной зоне, а Французские внутренние силы (FFI) — в южной (только в июне сопротивление нанесло 2731 удар по железнодорожным путям). Главной задачей сопротивления было парализовать действия германских вооруженных сил и не допустить их сосредоточения и передислокации на Нормандский фронт. В южной зоне FFI делала акцент на нанесении ударов по отступающим войскам вермахта, в северной зоне более крупные части маки атаковали только во взаимодействии с союзниками. В то же время активизировались забастовки.
В результате восстания к концу сентября 1944 года практически вся территория Франции была освобождена от фашистской оккупации. Почти половина страны была освобождена исключительно FFI (включая Тулузу, Лимож, Ниццу и Тюль), остальная часть освобождалась сопротивлением вместе с частями союзников (включая Лион, Кале, Марсель и Париж).

## Участие иностранных граждан во французском движении Сопротивления
Активное участие в сопротивлении оккупантам принимали около трех тысяч немецких антинацистов и антифашистов.
Также значительную роль в движении сыграли испанские антифашисты и антинацисты (анархисты, коммунисты, левые республиканцы, баскские националисты), бежавшие из побеждённой Испанской Республики и имевшие военный опыт.

В движении Сопротивления принимали участие также проживавшие во Франции белые эмигранты. 
Три тысячи оказавшихся во Франции советских граждан включились в движение Сопротивления. 
15 октября 1943 года начал деятельность Центральный комитет советских военнопленных во Франции, объединявший деятельность партизанских и подпольных групп советских граждан, с 7 ноября 1943 года комитет начал выпуск газеты «Советский патриот» (на русском языке). К весне 1944 года на оккупированной территории Франции действовало 35 советских партизанских отрядов («Деде», «Донбасс», «Железняк», «За свободу», «Катрин», «Ковпак», «Котовский», «Парижская коммуна», «Родина», «Севастополь», «Свобода», «Чапаев» и др.), причём отряд «Родина» под командованием Н. Лисовец состоял из женщин.
1-й советский партизанский полк во Франции был создан приказом Верховного Главнокомандующего ВС СССР от 22 августа 1944 года на базе армянских партизанских отрядов в городе Ниме и в значительной степени из бывших легионеров Армянского легиона вермахта. Командиром полка был назначен майор А. Казарян, комиссаром полка — Л. Титанян, начальником штаба — Д. Минасян и зам. командира по строевой части — Б. Петросян. 1 мая 1945 года правительство Франции наградило 1-й Советский партизанский полк боевым знаменем и орденом Военного Креста с серебряной звездой. Кроме того, батальонам партизанского полка были вручены три красных знамени (от городских партийных организаций коммунистов городов Леон, Марсель и Ним), а 665 воинов полка были награждены французскими орденами и медалями.
По неполным данным, только в период с начала февраля до конца августа 1944 года советские партизанские отряды на территории Франции участвовали в боях за освобождение Парижа, городов Тулуза, Лимож, Клермон-Ферран, Ним и ряда департаментов, уничтожили 3500 и взяли в плен 650 гитлеровцев и немецких пособников, повредили 9 линий электропередач высокого напряжения, подорвали три железнодорожных моста, пустили под откос 65 воинских эшелонов, уничтожили 76 паровозов и свыше 1000 железнодорожных вагонов, платформ и цистерн, захватили 90 автомашин, три тяжёлых орудия, 15 миномётов, 50 пулемётов, а также стрелковое оружие и иные трофеи.

### Еврейская боевая организация
В рядах Сопротивления сражались также французские евреи, создавшие организацию фр. Organisation Juive de Combat. Среди них было немало эмигрантов из России. В партизанской южной зоне под именем «Режин» воевала и погибла в 1944 году Сарра Кнут (урождённая Ариадна Скрябина), жена еврейского поэта и участника Сопротивления, Довида Кнута. Посмертно она награждена военным крестом и медалью Сопротивления, памятник Сарре Кнут установлен в Тулузе. Одной из наиболее активных боевых организаций сопротивления было  FTP-MOI (France Tireurs et Partisans -Main Deuvre Imigree  - Французские стрелки и партизаны - Иммигранты). Большинство боевиков FTP-MOI составляли польские, румынские и венгерские евреи. С апреля 1942 г. по июль 1943 г. организацию возглавлял румынский еврей, коммунист Борис Холбан (Брухман), затем до ноября 1943 г. - армянский коммунист Марсик Манучян. С декабря 1943 г., после ареста Манучяна в числе 23 участников сопротивления — вновь Холбан. 5 августа 1942 г. трое боевиков забросали гранатами на стадионе группу немецкого персонала Люфтваффе, убив 9 и ранив 13 гитлеровцев. Только за первые 6 месяцев 1943 г. FTP-MOI группа Холбана совершила более 90 нападений на гитлеровцев и их объекты, включая 14 крушений поездов, 34 подрыва или поджога сооружений и 43 ликвидаций нацистских военнослужащих в Париже. Среди убитых группой были штандартенфюрер СС Джулиус Риттер, ответственный за насильственную депортацию французов на работу в Германию.

### Участие армянской общины
Армянская община Франции сыграла активную роль в Сопротивлени. Армянский поэт и коммунист Мисак Манушян стал одним из лидеров Сопротивления и командиром группы Манушяна (семья шансонье Шарля Азнавура поддерживала Мисака и его жену Мелинэ, когда те находились в подполье). Группа под командованием Манушяна совершила покушение на коменданта Парижа генерала Шаумбурга, «отличившегося» массовыми расстрелами, ликвидировала штандартенфюрера СС Юлиуса Риттера, ответственного за отправку 600 000 гражданских лиц на принудительные работу в Германию. Нацистский «Красный плакат», изданный тиражом в 15 000 экземпляров, изображал Манушяна: «Манушян, армянин, лидер банды, 56 нападений, 150 погибших, 600 раненых». 16 ноября 1943 года Манушян был арестован немецким командованием на подпольной штаб-квартире, подвергался пыткам и спустя 3 месяца был казнён вместе с 21 членом своей группы. Арпен Давитян, другой казнённый участник группы Манушяна, промышленник Наполеон Буллукян (1905—1984), поэты Гегам Атмаджян (1910—1940) и Рубен Мелик были среди наиболее известных участников французского Сопротивления. Армяно-французская писательница Луиза Асланян (1906—1945) — активистка Сопротивления, была арестована вместе с мужем в 1944 году, отправлена в концлагерь и убита. Многие её рукописи и дневники были конфискованы нацистами. Александр Казарян и Бардух Петросян были награждены высшими военными орденами Франции генералом Шарлем де Голлем. Анри Караян (1921—2011), член Группы Манушяна, участвовал в подпольном распространении L’Humanité в Париже и занимался вооружённой борьбой до Освобождения. В 2012 году, 95-летний Арсен Шакарян, последний оставшийся в живых из Группы Манушяна, был возведён в офицеры Почётного легиона президентом Франции.
«Антифашистская подпольная патриотическая организация», действующая на территориях СССР, Польши и Франции руководилась группой офицеров-армян во главе с майором С. А. Ягджяном.

## Участие граждан Франции в антифашистском сопротивлении стран Европы
Граждане Франции принимали участие в антифашистском сопротивлении на территории других стран Европы, в том числе — в советском партизанском движении на оккупированной территории СССР:
- 18 французов участвовали в партизанском движении на территории УССР[25].
- за участие в антифашистской борьбе в подполье и партизанских отрядах на территории БССР советскими правительственными наградами были награждены 14 французов[26].
- около 400 французов (в основном, бывшие французские военнопленные) участвовали в Словацком национальном восстании 1944 года, 107 из них погибли.

## Результаты
Движение сопротивления охватило все социальные слои, а также политические и религиозные партии Франции, которые объединились как в политическом, так и в военном отношении в одну организацию. На пике своей активности (август — сентябрь 1944 г.) Французские внутренние силы насчитывали 400–500 000 вооружённых бойцов. Число активных членов Сопротивления оценивается до миллиона человек. За четыре года боёв погибло около 100 000 человек. Около 60 000 человек, связанных с Движением Сопротивления, попали в концлагеря, 27 тыс. из них не уцелело. Около 114–137 тысяч бывших бойцов FFI вступили во французскую регулярную армию и сражались на фронте в Германии и Австрии.
Ветераны Движения Сопротивления стали участвовать в восстановлении республики после войны, выполнив основные политические установки Национального совета сопротивления: была восстановлена демократия, женщинам предоставлено право голоса, создана социальная помощь, были национализированы ключевые отрасли экономики. Большинство политиков всех уровней послевоенной Франции в той или иной степени были в прошлом бойцами Движения Сопротивления.

## Память
- На кладбище в коммуне Валлеруа похоронены 54 советских граждан — участников Движения Сопротивления. После окончания войны на этом кладбище был установлен мемориал «Чаша памяти»[27] на кладбище Валлеруа похоронено 55 советских военнопленных, погибших в плену, из них 15 бывшие «власовцы».
- На кладбище Пер-Лашез установлен памятник советским участникам движения Сопротивления во Франции (скульптор Владимир Суровцев, архитектор Виктор Пасенко)[28]
- Документальный фильм «Ради горсточки земли» (Франция, режиссёр Дунью Жан Шаля[уточнить])
- Художественный фильм «Убийство на улице Данте» (1956)
- Художественный фильм «Переход через Рейн» (1960)
- Художественный фильм «Горит ли Париж?» (1966)
- Художественный фильм «Большая прогулка» (1966)
- Документальный фильм «Горе и жалость» (1969)
- Художественный фильм «Армия теней» (1969)
- Художественный фильм «Последнее метро» (1980)
- Художественный фильм «Бланш и Мари» (1985)
- Художественный фильм «До свидания, дети» (1987)
- Художественный фильм «Люси Обрэк» (1997)
- В 2009 году режиссёром Робертом Гедигяном (Robert Guediguian) снят фильм «L’Armee du crime» («Армия преступников», в роли Мисака Манушяна — Симон Абгарян)
- Мультсериал «Долгие, долгие каникулы» (2015)
- Художественный фильм «Сопротивление» (2020)
- О борьбе французского движения Сопротивления повествует компьютерная игра The Saboteur
- Стихотворение «Строфы для воспоминания» Луи Арагона посвящено иностранцам, боровшимся в годы войны за свободу Франции

## Известные деятели
- Манушян, Мисак
- Марсо, Марсель
- Маркс, Шарль
- Марли, Анна
- Мулен, Жан
- Кривошеин, Игорь Александрович
- Вера Оболенская
- матушка Мария
- Аббат Пьер
- Блок, Марк
- Сент-Экзюпери, Антуан де
- Стричек, Алексей
- Андрей Борисович Блум
- Оболенский, Сергей Сергеевич